# Sindicato Nacional dos Aeronautas
O Sindicato Nacional dos Aeronautas (SNA) é a única entidade representativa da categoria aeronauta em todo o território nacional e tem sua sede localizada na cidade de São Paulo - SP. O aeronauta é o(a) profissional que compõe a tripulação de uma aeronave e que pode exercer as funções de comandante, copiloto(a) ou comissário(a) de bordo. Atualmente, a categoria aeronauta no Brasil conta com mais de 30 mil profissionais divididos em aviação regular, táxi aéreo e  aviação agrícola, sendo o SNA incumbido de representá-los no que tange às Convenções Coletivas de Trabalho (CCT), aos Acordos Coletivos de Trabalho (ACT) e às legislações.

## A fundação do Sindicato Nacional dos Aeronautas e seus primeiros anos

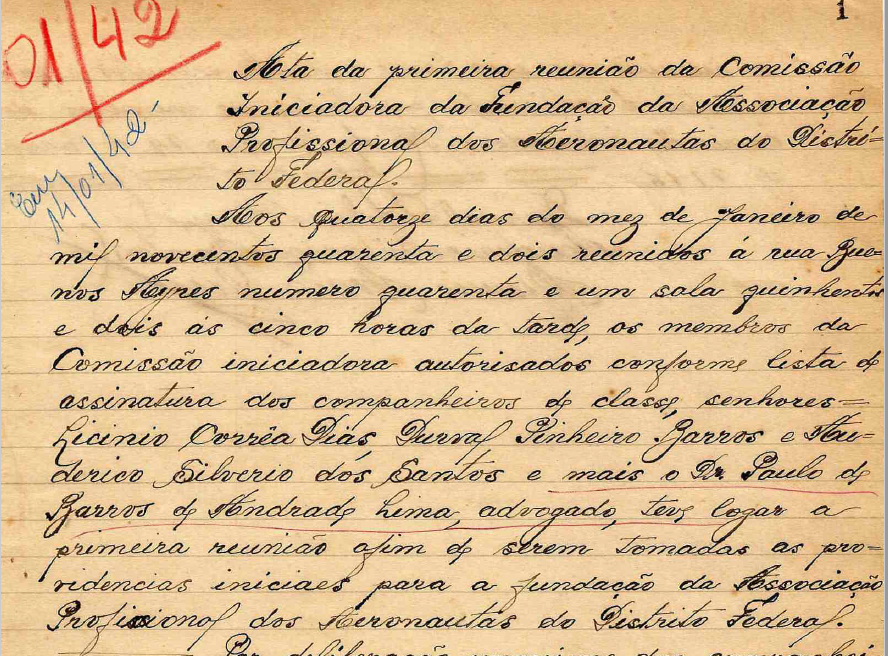
Ata da reunião para a fundação da Associação Profissional dos Aeronautas do Distrito Federal, 14 de janeiro de 1942

A história do Sindicato Nacional dos Aeronautas começou quando um grupo de aeronautas decidiu formar uma Associação que os representasse. Em 14 de janeiro de 1942, reuniu-se uma comissão composta pelos comandantes Durval Pinheiro Barros, Auderico Silvério dos Santos e Licínio Corrêa Dias que tinha por objetivo tomar as devidas providências para a fundação da Associação, a exemplo da elaboração de um estatuto. No dia 26 de janeiro de 1942, a Associação dos Aeronautas do Distrito Federal é fundada, sendo empossada a sua primeira diretoria presidida pelo Comandante Eduardo Henrique Martins de Oliveira. Já em 9 de dezembro de 1946, o Ministério do Trabalho, Indústria e Comércio reconhece a associação como Sindicato dos Aeronautas do Rio de Janeiro e, em 31 de março de 1947, o Ministério do Trabalho, Indústria e Comércio atende a solicitação de estender a base territorial do sindicato, transformando-o em Sindicato Nacional dos Aeronautas .
Organizados em seu sindicato, os aeronautas deram continuidade às lutas em prol de melhorias para a categoria. As condições de trabalho vigentes nos primeiros anos da aviação civil no Brasil eram precárias: salários desvalorizados; horas de voo e de trabalho a critério das empresas; desconsideração da necessidade de repouso e férias da tripulação; tamanho da pista e peso de cargas sem padrões aplicados de forma técnica; a profissão não regulamentada; fiscalização não regular dos órgãos responsáveis, entre outros problemas. Todos esses fatores contribuíram para a frequência de acidentes aéreos, dando origem à reivindicação central da categoria aeronauta até os dia atuais: a segurança de voo. 

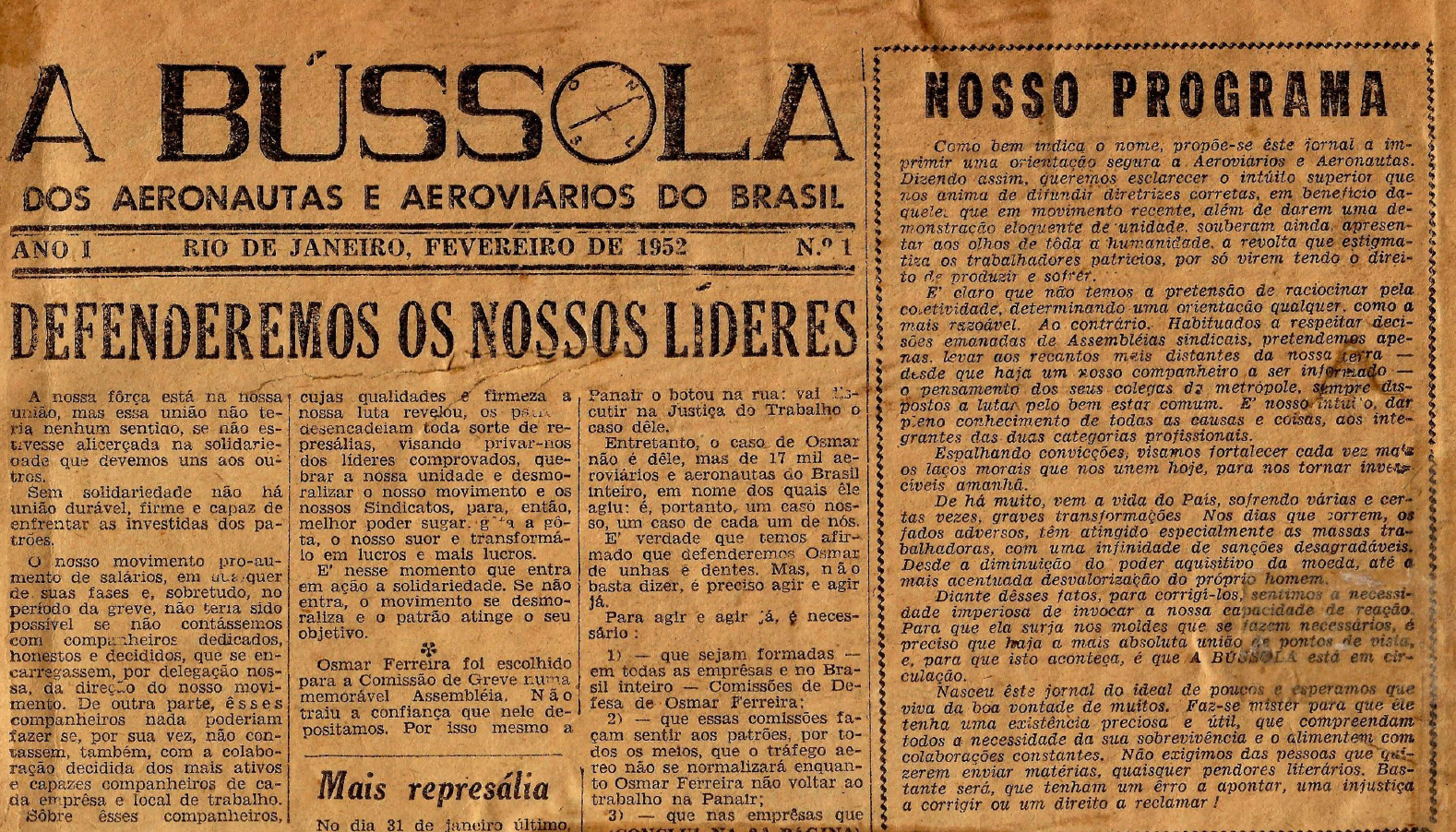
Primeira edição do jornal "A Bússola", fevereiro de 1952

Ao longo da história da aviação no Brasil, o Sindicato Nacional dos Aeronautas e o Sindicato Nacional dos Aeroviários travaram muitas lutas conjuntas. Há registros de uma greve geral no ano de 1951, organizada por ambas as categorias que reivindicavam reajustes salariais. Atribui-se a ela a Primeira Greve Geral da Aviação Comercial Brasileira. Em 1952, aeronautas e aeroviários fundam o jornal que seria o veículo de comunicação das categorias por muitos anos. De nome “A Bússola”, sua edição número 1 data de fevereiro de 1952 e traz consigo o box “Nosso programa”, contendo os objetivos do jornal.

## A regulamentação da profissão e a aposentadoria especial

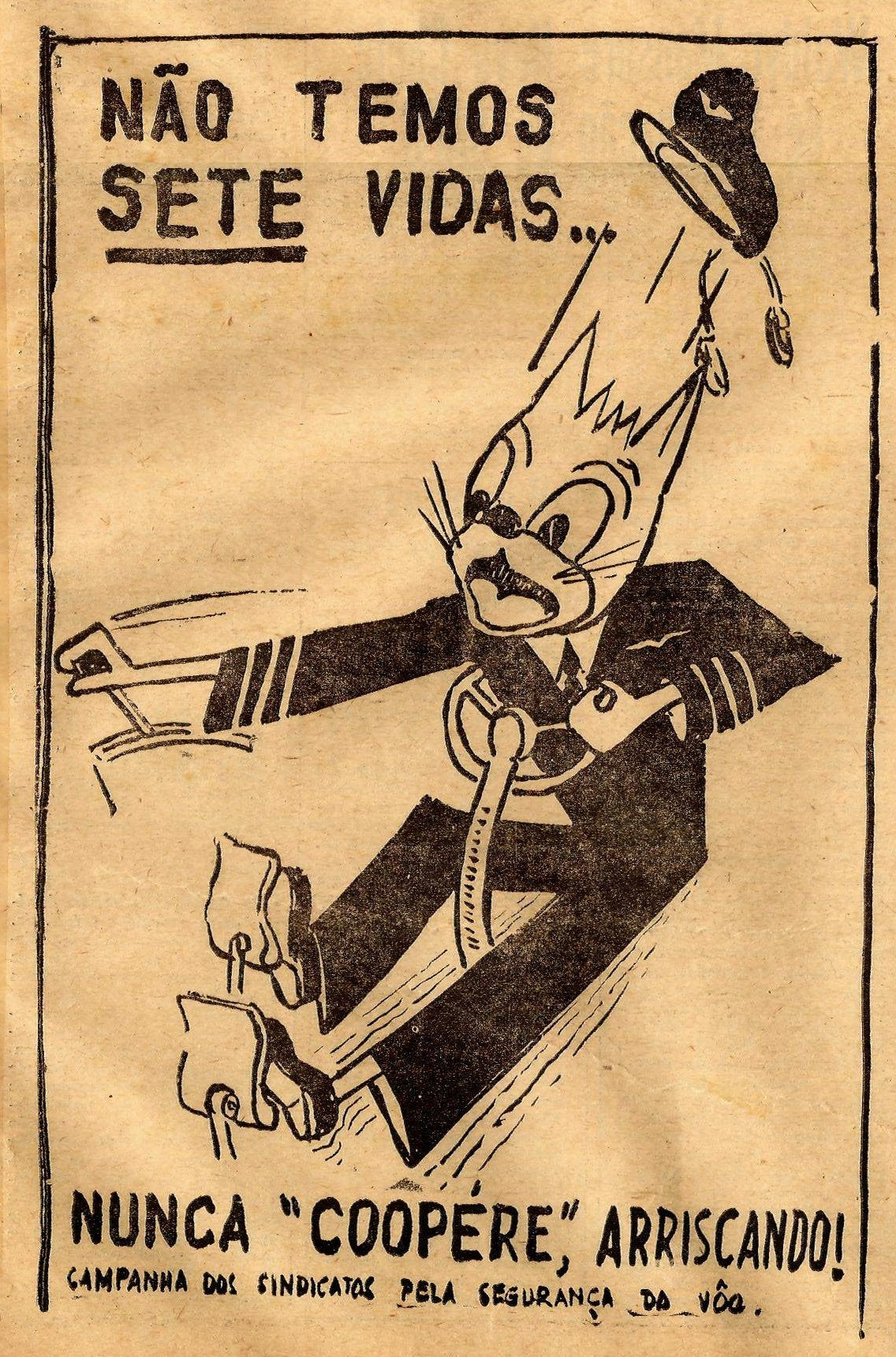
Ilustração sobre segurança de voo, no jornal "A Bússola", de 1960.

No decorrer dos seus primeiros anos de existência, o SNA discutiu e encaminhou as demandas da categoria com o Ministério do Trabalho, o Ministério da Aeronáutica, com as empresas e com a sociedade no geral, utilizando dos meios de paralisação e greve quando o conjunto dos aeronautas avaliou ser necessário.
Reivindicação fundamental da categoria e que englobaria muitas outras, a concretização da regulamentação da profissão se aproximava nos anos 50. Após uma greve deflagrada no ano de 1956, o governo assume o compromisso de atender à antiga demanda dos aeronautas em regulamentar sua profissão e a apresentar um projeto para a aposentadoria especial, direito do trabalhador, que permanece exposto a riscos nocivos no local de trabalho . Essas e outras discussões pertinentes à categoria e também aos aeroviários foram levadas ao 1º e ao 2º Congresso Nacional dos Trabalhadores da Aviação Comercial nos anos de 1958 e 1960, respectivamente. Em 1963, os trabalhadores de aviação organizam-se em torno de mais um congresso, o 3º na história da aviação brasileira.  

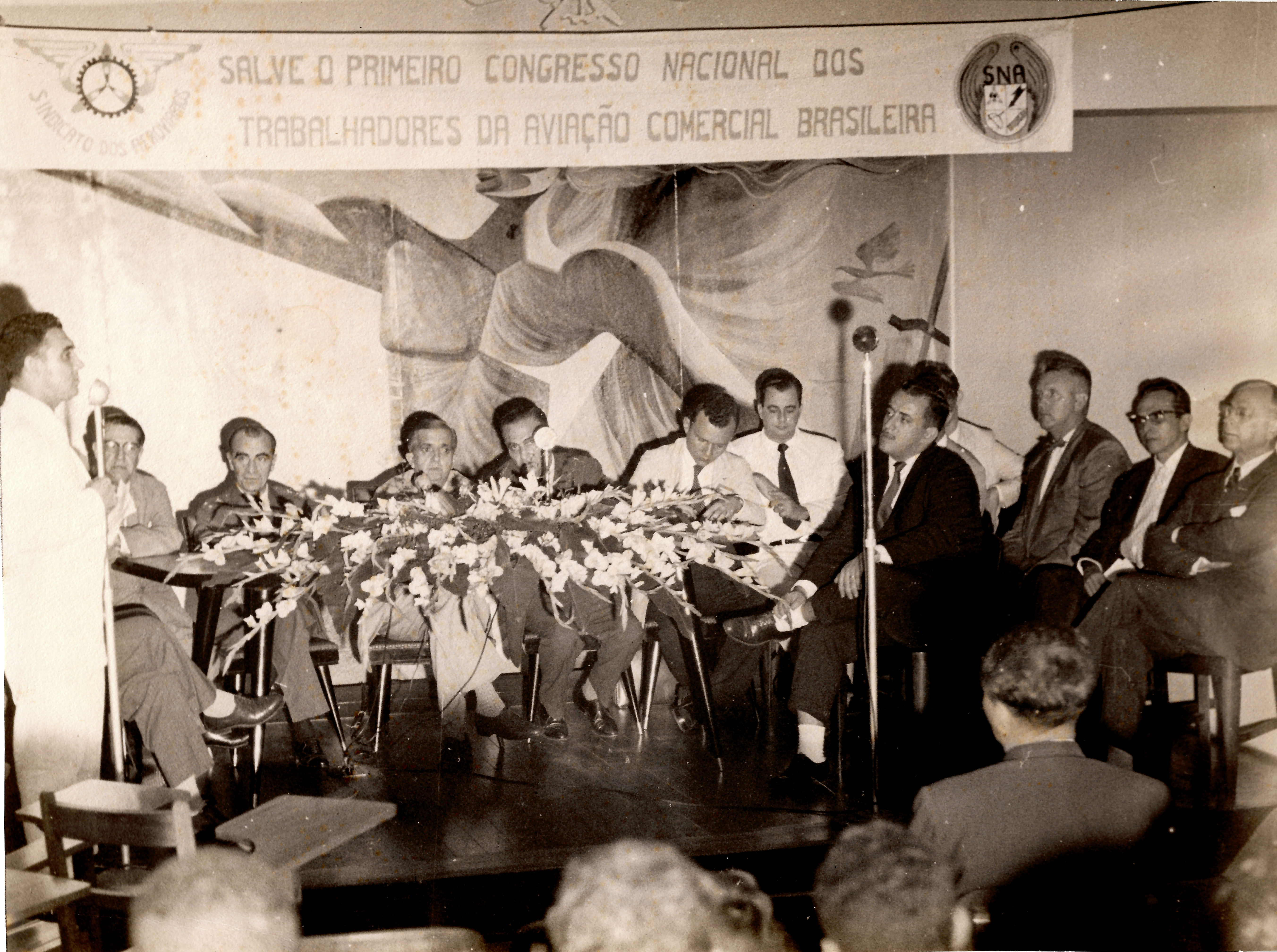
1º Congresso Nacional dos Trabalhadores da Aviação Comercial Brasileira, 1958

Em 21 de dezembro de 1958, é sancionada a lei n. 3.501 que dispõe da  aposentadoria do Aeronauta. Em 29 de maio de 1961, entra em vigor o decreto nº 50.660 que regulamenta o exercício da profissão de Aeronauta. Nos próximos anos, a luta seguiria pela aplicação da regulamentação vigente, pela defesa dos direitos adquiridos e o avanço de mais conquistas para a categoria.

## Os anos 60, a redemocratização, as crises e o setor aéreo
Além das lutas em prol dos aeronautas, o SNA atuava em defesa de pautas que eram de interesse nacional, a exemplo da campanha “O Petróleo é Nosso”. No entanto, bem como ocorreu em outros sindicatos, em abril de 1964 o SNA sofre intervenção militar, sendo destituída a diretoria eleita em 1963 pela categoria, que tinha como presidente o Comandante Paulo de Sant’anna Machado e como uma de suas maiores forças o Comandante Paulo de Mello Bastos. Por dois anos o sindicato permaneceu sob intervenção de uma junta governativa, até que em 1966 a categoria vota e elege uma nova diretoria presidida pelo Comandante Waldemar de Souza Carvalho.
Nos anos seguintes, a atuação do SNA decresce. Todavia, no final dos anos 70 o movimento sindical brasileiro ganha forças e o mesmo ocorre com o Sindicato Nacional dos Aeronautas. Presidido pelo Comandante Hélio Ruben de Castro Pinto e depois pelo Comandante José Caetano Lavorato Alves, o sindicato volta a crescer, retomando sua atuação histórica em defesa da categoria aeronauta e participando das demandas de interesse nacional. 

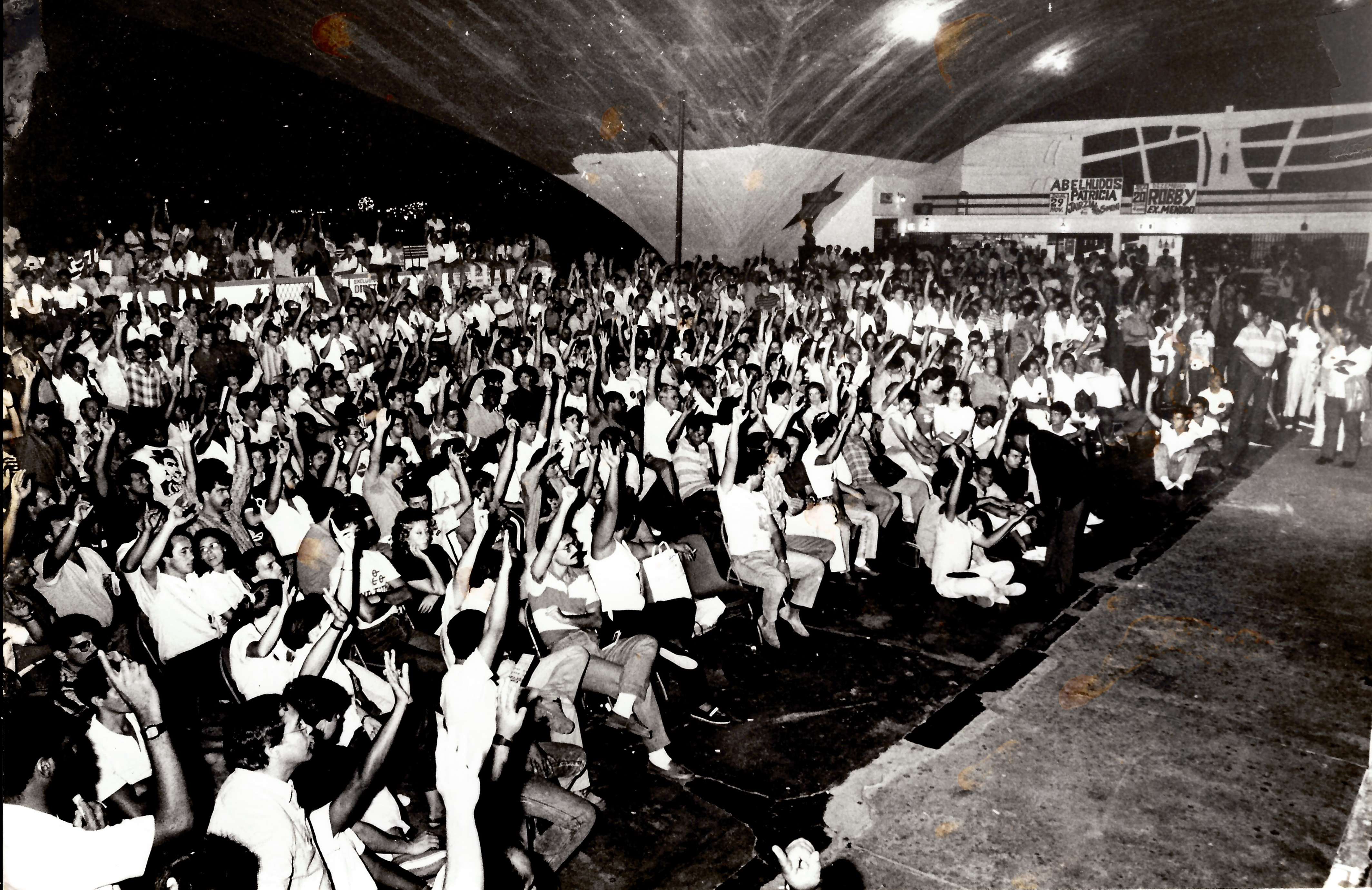
Assembleia de aeronautas e aeroviários, Estádio Luso-Brasileiro, Ilha do Governador - RJ, 1987

Tem início uma nova batalha pela regulamentação da profissão aeronauta, já que a regulamentação anterior foi considerada defasada, principalmente por avanços tecnológicos ocorridos na aviação. Depois de muitos percalços, foi promulgada a lei nº 7.183, de 5 de abril de 1984. As convenções coletivas também entraram em discussão, ocasionando grandes paralisações e greves como as de 1985, de 1987 e a de 1988 (nos 4 dias de carnaval). Em 1989, o SNA participa pela primeira vez em comissão de investigação de acidente aéreo. Para a inclusão das pautas femininas e para incentivar e ampliar a participação política das mulheres, criou-se dentro do SNA a Comissão da Mulher Aeronauta (CMA) que estudou, esquematizou e enviou às empresas junto às demais pautas da categoria, reivindicações específicas que visavam melhorar as condições de trabalho da mulher aeronauta. A primeira mulher a integrar uma diretoria do Sindicato Nacional dos Aeronautas foi a Comissária Sara Bensenniver, em 1957. Muitos anos depois, em 1999, a Comissária Graziella Baggio seria a primeira mulher a ocupar a presidência do SNA. 

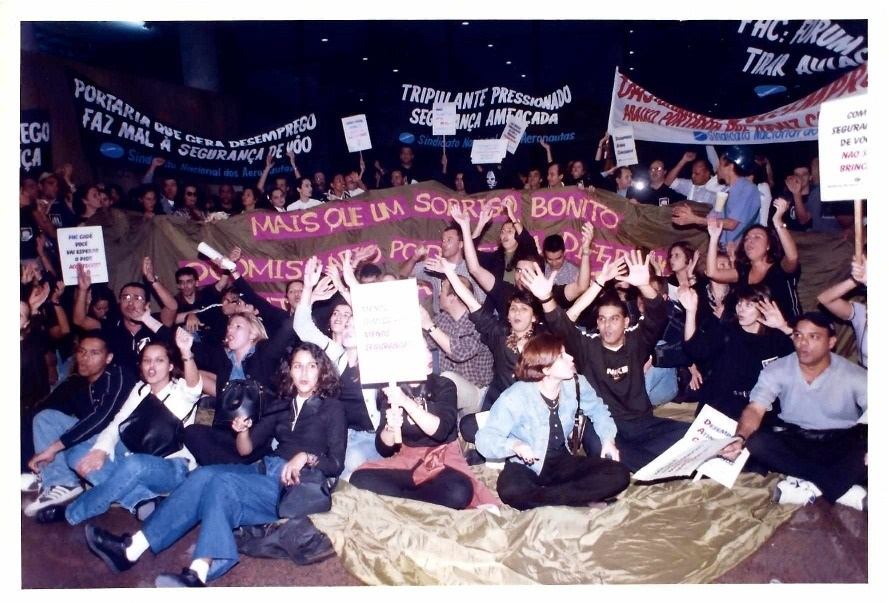
Sindicato Nacional dos Aeronautas contra a portaria do DAC que reduziria o número de comissários a bordo, 1999.

Paralelamente, o SNA atuou em defesa dos aeronautas demitidos no período de 1961 a 1979, colaborando para a promulgação da Lei da Anistia. Também contribuiu nas mobilizações nacionais pelas Diretas Já e para a Constituinte, participando da campanha nacional “Sangue não é Mercadoria” (contra a comercialização do sangue no Brasil).
Nos anos 90, o país passou por graves crises políticas, econômicas e sociais que atingiram os sindicatos e também as empresas aéreas. A redução do número de associados nos sindicatos, muitas vezes por questões financeiras, a falência das empresas e acidentes aéreos graves, são alguns dos fatores que perpassam os anos 90 e os anos 2000 no SNA. Ainda assim, o SNA propiciou junto à categoria momentos relevantes para a aviação como o Seminário Internacional Sobre Fatores Humanos em Aviação, recebendo a comunidade internacional de pilotos filiada à Federação Internacional das Associações de Pilotos de Linhas Aéreas (IFALPA) para assuntos ligados a fatores humanos em aviação e segurança patrimonial. Em 1999, o Departamento de Aviação Civil (DAC) tentou reduzir o número de comissários a bordo das aeronaves, o que resultaria em desemprego e, mais grave ainda, colocaria em risco a segurança de toda a tripulação, passageiros e sociedade, já que comissários são agentes de segurança de voo e a presença desses profissionais a bordo é indispensável. A mobilização dos comissários organizados em seu sindicato foi vitoriosa: a alteração feita pelo DAC não foi adiante.

## 2013: uma nova diretoria, a mobilização da categoria e importantes conquistas

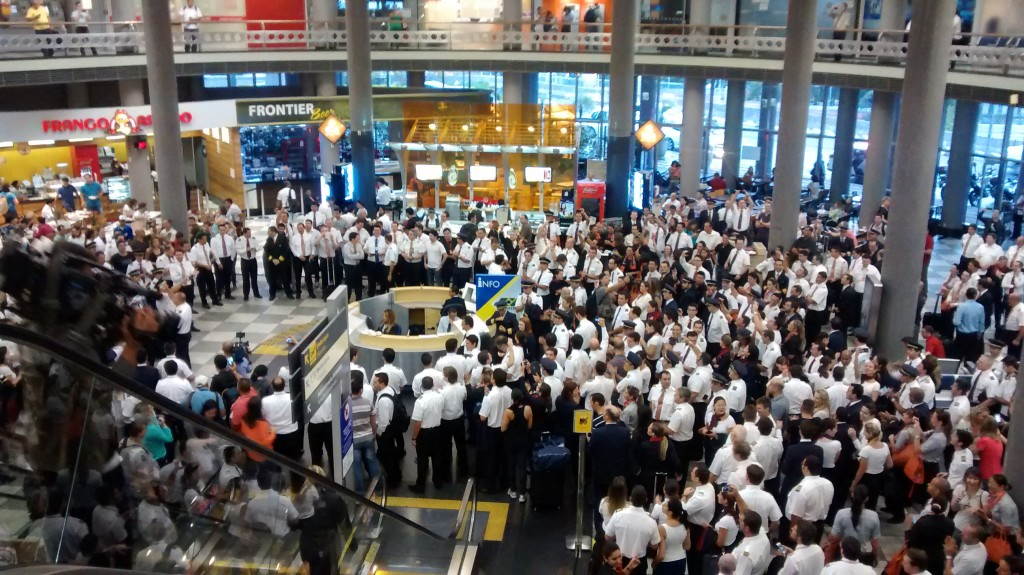
Paralisação dos aeronautas, saguão do Aeroporto de Congonhas, São Paulo -SP, em 22 de janeiro de 2015.

Depois das graves dificuldades enfrentadas pelo SNA em um outro contexto histórico para o país e para a aviação, uma nova diretoria assume o sindicato com uma agenda reformista. De 2013 em diante, o quadro de associados voltou a crescer e, com o engajamento característico da categoria, dificuldades foram superadas e novas conquistas entraram para a história dos aeronautas no Brasil .

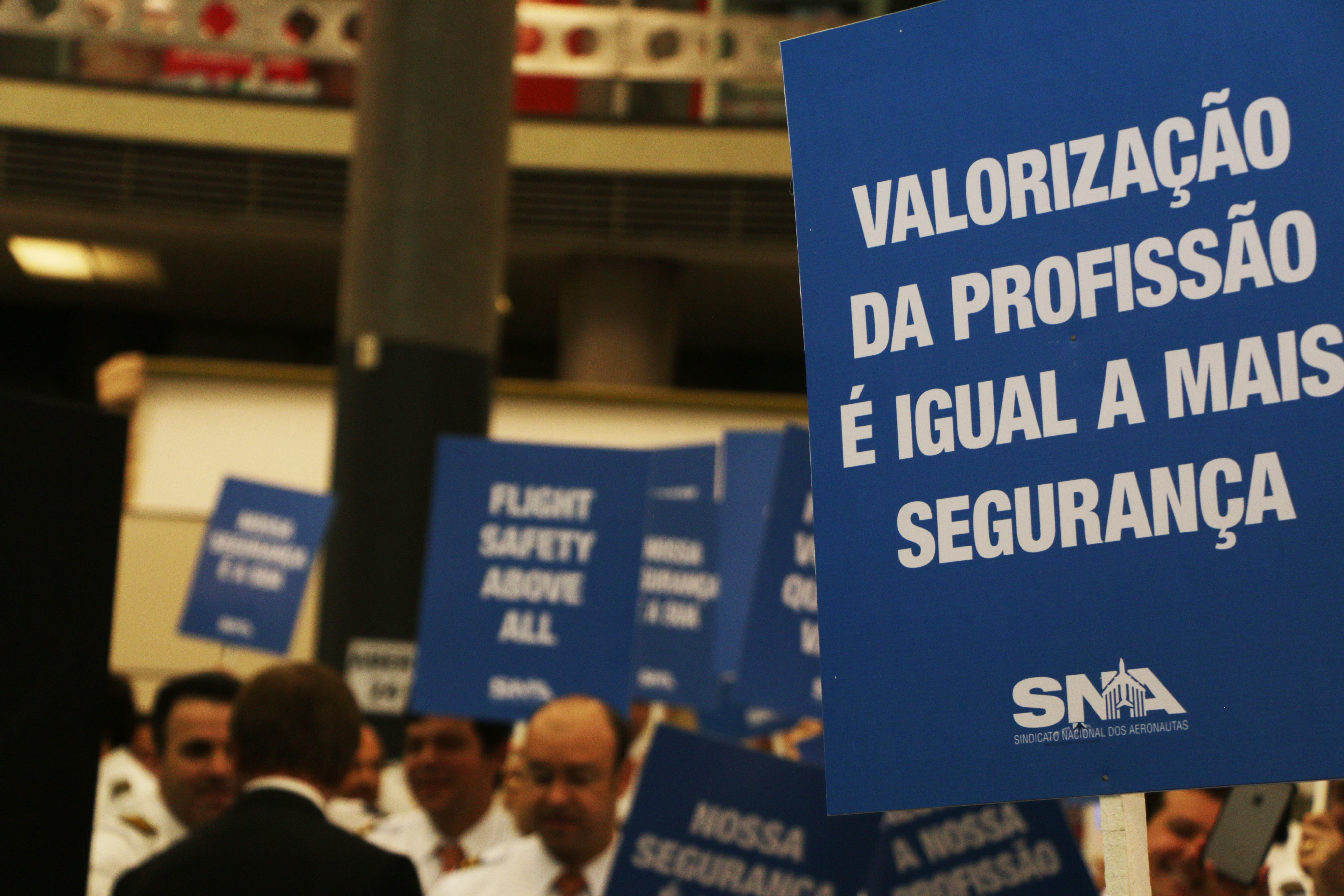
Paralisação dos aeronautas, saguão do Aeroporto de Congonhas, São Paulo -SP, em 03 de fevereiro de 2016.

Ainda em 2013, o Sindicato Nacional dos Aeronautas dá continuidade à luta pela nova regulamentação da profissão que tramitava no Congresso Nacional desde 2011, o PLS 434/11. Concomitantemente ocorria uma difícil negociação para a CCT da aviação regular que, devido à intransigência das empresas, levou a categoria a decidir pela paralisação do trabalho reivindicando garantia de escalas justas, melhores condições de trabalho e segurança de voo. Realizada no dia 22 de janeiro de 2015, a paralisação foi a primeira após quase 30 anos desde a última. Mediante proposta formulada pelo Tribunal Superior do Trabalho (TST), a CCT foi assinada e uma das conquistas mais importantes diz respeito ao primeiro aumento real de reajuste salarial desde 2010. Haveria uma nova paralisação em 3 de fevereiro de 2016 para a renovação da CCT.
Em constante demonstração de unidade, a categoria seguiu atuando no Congresso Nacional pela regulamentação da profissão. Em 2017, às vésperas de conquistar a sua maior reivindicação desde 2011, o SNA se deparou com a proposta de alterações na Consolidação das Leis de Trabalho (CLT) a partir da Reforma Trabalhista. Dos artigos mais prejudiciais à profissão aeronauta, destaca-se a possibilidade de contrato individual para trabalho intermitente, que diz respeito ao trabalho realizado esporadicamente e com pagamento de acordo com o serviço e tempo prestados. O Sindicato Nacional dos Aeronautas apontou que o trabalho intermitente colocaria em risco os empregos dos aeronautas, já que haveria a possibilidade de contratação para parte da categoria somente nas altas temporadas. Mais grave, argumentou que esse tipo de contrato afetaria a segurança de voo, pois a profissão exige o exercício regular do trabalho para manter a proficiência. É com esse alerta e atuação do SNA frente ao parlamento que a categoria aeronauta tornou-se a única excetuada do artigo 443 da CLT, parágrafo terceiro, que dispõe sobre o trabalho intermitente.     

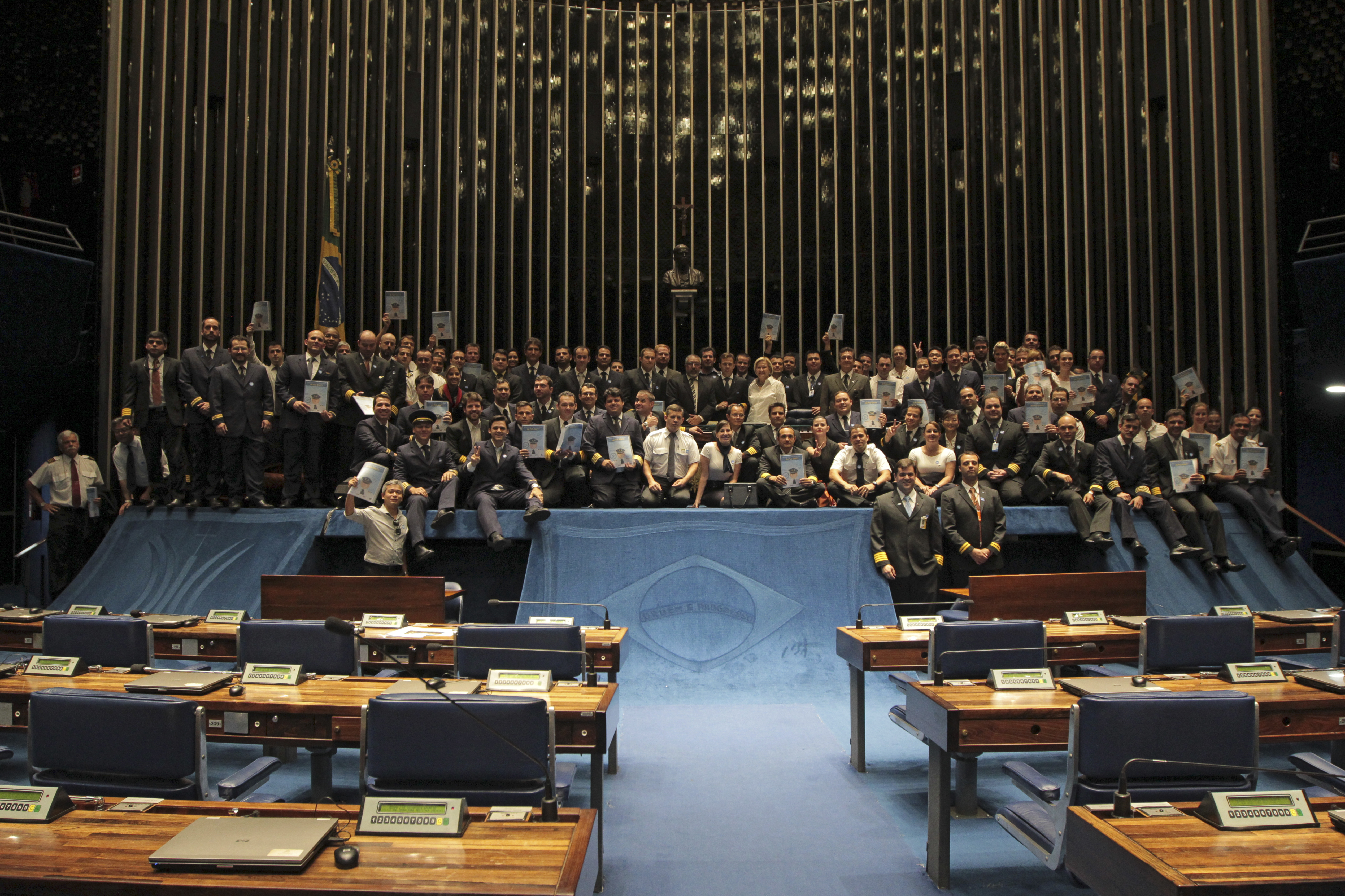
Aeronautas em Brasília por uma nova regulamentação da profissão, 2014

Ainda em 2017, poucos meses depois da aprovação da Reforma da Previdência e  após longas discussões com o Congresso Nacional, a categoria alcança mais uma vitória histórica: é promulgada a lei nº 13.475, de 28 de agosto de 2017, a Nova Lei do Aeronauta. Até então, a regulamentação profissional do aeronauta era a mesma desde 1984, o que a tornava desatualizada e impossibilitada de atender  as demandas dos aeronautas. Logo, após 6 anos de tramitação, esta seria a maior conquista da categoria nas últimas décadas. De acordo com o SNA, a Nova Lei do Aeronauta trouxe “avanços importantíssimos como a implantação dos sistema de gerenciamento do risco da fadiga humana nas escalas de voo, aumento do número de folgas e até proteções contra a reforma trabalhista como no caso da terceirização”. Estes avanços implicam diretamente na melhoria da segurança de voo para os aeronautas, passageiros e sociedade.
No ano de 2019, sob a presidência do Comandante Ondino Dutra, o SNA atingiu a marca também histórica de 10 mil associados , sendo que no ano de 2013 o sindicato contava com aproximadamente 600 associados. A atuação do Sindicato Nacional dos Aeronautas não consiste somente no território nacional. No âmbito regional, o Sindicato Nacional dos Aeronautas atua junto à Comissão Latino Americana de Aviação Civil (CLAC), cujo objetivo é “prover às autoridades de aviação civil da região latino-americana uma estrutura adequada para a cooperação e coordenação das atividades relacionadas à aviação civil”. Já no âmbito internacional, o Sindicato Nacional dos Aeronautas participa das delegações da Federação Internacional dos Trabalhadores em Transportes (ITF), organização que possui mais de 18 milhões de membros e 670 sindicatos filiados, representando 147 países em todo o mundo. Ainda no âmbito internacional, o SNA é uma das 100 entidades membros da IFALPA (Federação Internacional das Associações de Pilotos de Linhas Aéreas) , organização conhecida por ser a “voz global dos pilotos” levando pautas fundamentais sobre segurança de voo para a ICAO (Organização da Aviação Civil Internacional). O Comandante Marcelo Ceriotti, atual diretor de relações internacionais do SNA, é vice-presidente da IFALPA no território regional sul da América do Sul (Brasil, Argentina, Bolívia, Chile, Paraguai e Uruguai). Atualmente, o Sindicato Nacional dos Aeronautas é a maior entidade representativa de tripulação da América Latina e uma das maiores instituições representativas de tripulantes do mundo .